# (315898) 2008 QD4
2008 كيو دي 4 (ويعرف أيضًا باسم (315898) 2008 كيو دي 4 وفق تسمية الكوكب الصغير) (بالإنجليزية: 2008 QD4) هو كويكب ضمن حزام الكويكبات؛ وترتيبه 315898 من حيث الاكتشاف.
اكتُشف هذا الجُرم الفلكي بواسطة مرصد مايوركا الفلكي في 25 أغسطس 2008.

## وصلات خارجية
- (315898) 2008 QD4 في قاعدة بيانات مختبر الدفع النفاث لأجرام النظام الشمسي الصغيرة

- الاكتشاف · مخطط المدار ·  العناصر المدارية · المعلمات المادية

- (315898) 2008 QD4 على موقع ويكي سكاي: DSS2, SDSS, GALEX, IRAS, Hydrogen α, X-Ray, Astrophoto, Sky Map, Articles and images